# بلاگستان
بلاگستان یا وبلاگستان یا حوزه وبلاگ‌نویسی (به انگلیسی: Blogosphere) مجموعه‌ای از همه وبلاگ‌ها و ارتباطات متقابل آنها می‌باشد. این اصطلاح به این معنی است که همه وبلاگ‌ها به عنوان یک اجتماع متصل (یا به عنوان مجموعه‌ای از اجتماعات متصل) یا به عنوان یک خدمات شبکه‌های اجتماعی وجود دارند که در آن نویسندگان می‌توانند روزانه دیدگاه‌های خود را به شکل پست منتشر کنند.

## تاریخچه
این اصطلاح در ۱۰ سپتامبر ۱۹۹۹ توسط براد ال. گراهام به عنوان یک شوخی ابداع شد. این واژه در سال ۲۰۰۲ توسط ویلیام کوئیک دوباره سر زبان‌ها افتاد و به سرعت توسط جامعه وبلاگ‌نویسان حوزه جنگ (به انگلیسی: Warblog) مورد استفاده قرار گرفت و رایج گشت. این اصطلاح همانند واژه قدیمی‌تر logosphere (از واژه یونانی logos به معنی واژه و sphere به معنی گستره است که به عنوان جهان تفسیر می‌شود)، به معنی «جهان واژگان» یا جهان سخن است. اصطلاح جهان سخن به‌طور کلی اشاره به مجموعه اشیاء مورد بحث در یک گفتمان خاص دارد.
از این اصطلاح بارها توسط سی‌ان‌ان، بی‌بی‌سی و برنامه‌های ان‌پی‌آر برای بحث در مورد افکار عمومی استفاده گردید. تعدادی از رسانه‌ها در اواخر دهه ۲۰۰۰ بلاگستان را به عنوان معیاری برای سنجش افکار عمومی در نظر گرفتند و از بلاگستان در کارهای آکادمیک و غیر آکادمیک به عنوان شاهدی بر افزایش یا کاهش مقاومت در برابر جهانی شدن، انتخابات‌زدگی و بسیاری از پدیده‌های دیگر استفاده نمودند، همچنین آن را با اشاره به شناسایی وبلاگ‌نویسان تأثیرگذار و غریبه‌های آشنا در بلاگستان استناد کردند.

## گسترش
در سال ۲۰۰۵، نظرسنجی گالوپ نشان می‌داد که یک سوم کاربران اینترنت حداقل در مواردی وبلاگ‌ها را می‌خوانند، و در ماه مه ۲۰۰۶، مطالعه‌ای نشان داد که بیش از چهل و دو میلیون وبلاگ‌نویس در بلاگستان مشارکت دارند. با وجود کمتر از ۱ میلیون وبلاگ در آغاز سال ۲۰۰۳، تعداد وبلاگ‌ها تا سال ۲۰۰۶ هر شش ماه دو برابر می‌شد.
در سال ۲۰۱۱، تخمین زده شد که بیش از ۱۵۸ میلیون وبلاگ وجود دارد که هر روز بیش از ۱ میلیون پست جدید در بلاگستان تولید می‌شود. براساس تحقیقات تا سال ۲۰۲۲، بیش از ۶۰۰ میلیون وبلاگ از ۱.۹ میلیارد وبگاه در جهان وجود دارد. بنابراین بیش از یک سوم تمام وبگاه‌های جهان، وبلاگ هستند. نویسندگان آنها روزانه بیش از ۶ میلیون پست وبلاگ یا بیش از ۲.۵ میلیارد پست در سال را به خود اختصاص داده‌اند. تامبلر میزبان اکثریت قریب به اتفاق ۵۱۸ میلیون تارنگارها است و وردپرس، با همه شهرت و پذیرش گسترده‌اش، با ۶۰ میلیون تارنگار در رتبه دوم قرار دارد.

### درآمد
براساس مطالعه تکنوراتی در سال ۲۰۱۰، ۳۶٪ از وبلاگ‌نویسان نوعی درآمد از وبلاگ‌های خود را گزارش کردند که اغلب به صورت درآمد تبلیغاتی بود. این نشان دهنده افزایش ثابتی نسبت به گزارش سال ۲۰۰۹ آنها است که در آن ۲۸٪ از دنیای وبلاگ‌نویسی وبلاگ خود را با میانگین درآمد سالانه تبلیغات ۴۲۵۴۸ دلار به عنوان منبع درآمد گزارش کردند.

## به عنوان شبکه اجتماعی
سایت‌هایی مانند تکنوراتی، Tailrank و BlogPulse ارتباطات بین وبلاگ‌نویسان را پیگردی می‌کنند. این سایت‌ها با بهره‌گیری از پیوندهای فرامتن به‌عنوان نشانگر موضوعات مورد بحث وبلاگ‌نویسان عمل می‌کنند، و می‌توانند بخشی از مکالمه را در حین حرکت از وبلاگی به وبلاگ دیگر دنبال کنند. آنها همچنین می‌توانند به پژوهشگران اطلاعات کمک کنند تا سرعت پخشمیم در بلاگستان را بررسی کنند و تعیین کنند کدام وبگاه‌ها برای به دست آوردن شناخت اولیه مهم هستند. همچنین سایت‌هایی برای ردیابی بلاگستان‌های به‌خصوص، مانند موارد مرتبط با ژانر، فرهنگ، موضوع یا مکان ژئوپلیتیکی خاص وجود دارند.

### نقشه‌نگاری

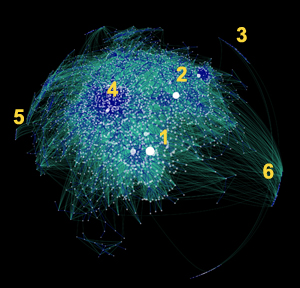
بلاگستان به عنوان شبکه‌ای از ارتباطات متقابل

در سال ۲۰۰۷، متیو هرست، کارشناس رسانه‌های اجتماعی پس از شش هفته بررسی، بلاگستان را براساس ارتباطات بین وبلاگ‌ها ترسیم کرد. پرتراکم‌ترین مناطق، فعال‌ترین بخش‌های بلاگستان را نشان می‌دهند. نقاط سفید نمایانگر هر وبلاگ است. اندازه آنها بر اساس تعداد پیوندهای اطراف آن وبلاگ خاص است. پیوندها به دو رنگ سبز و آبی ترسیم شده‌اند که سبز نشان دهنده پیوندهای یک طرفه و آبی نشان دهنده پیوندهای متقابل است.
مجله دیسکاور شش مکان پرطرفدار مهم در بلاگستان را شرح داد. در حالی که مکان ۱ و ۲ نشان دهنده وبلاگ‌های فردی تأثیرگذار است، مکان ۳ نمونه کاملی از «جزیره وبلاگ‌نویسی» است، که در آن وبلاگ‌های فردی به شدت در داخل یک زیراجتماع به هم متصل هستند اما فاقد ارتباطات زیادی با بلاگستان بزرگتر هستند. مکان ۴ یک زمینه وبلاگ‌نویسی سیاسی-اجتماعی را توصیف می‌کند، که در آن پیوندها گفتگوی مداوم بین وبلاگ‌نویسانی را که در مورد موضوع مورد علاقه مشابهی می‌نویسند را نشان می‌دهد. مکان ۵ یک زیراجتماع مجزا از وبلاگ‌ها است که به دنیای پورنوگرافی اختصاص داده شده است. در نهایت، مکان ۶ مجموعه‌ای از دوستداران ورزش را نشان می‌دهد که تا حد زیادی خود را از هم جدا می‌کنند، اما همچنان موفق می‌شوند به وبلاگ‌های پرترافیک به سمت مرکز بلاگستان پیوند بزنند.

### ادغام با سایر شبکه‌های اجتماعی
با گذشت زمان، بلاگستان به عنوان شبکه‌ای از ارتباطات متقابل خود توسعه یافت. در این زمان، وبلاگ‌نویسان درگیر سایر جوامع آنلاین به ویژه سایت‌های شبکه‌های اجتماعی شدند و دو حیطه رسانه‌های اجتماعی را با هم ترکیب کردند.
طبق گزارش «وضعیت بلاگستان» تکنوراتی در سال ۲۰۱۰ ، ۷۸٪ از وبلاگ‌نویسان از سرویس میکروبلاگینگ توییتر استفاده می‌کردند، با درصد بسیار بیشتری از افرادی که به عنوان شغل پاره وقت (۸۸٪) یا تمام وقت برای یک شرکت خاص (۸۸٪) وبلاگ می‌نویسند. تقریباً نیمی از همه وبلاگ‌نویسان مورد بررسی، از توییتر برای تعامل با خوانندگان وبلاگ خود استفاده می‌کردند، در حالی که ۷۲٪ از وبلاگ‌نویسان از آن برای تبلیغ وبلاگ استفاده می‌کردند. برای وبلاگ‌نویسانی که وبلاگ آنها کسب و کارشان بود (خویش‌فرمایی)، ۶۳٪ از توییتر برای بازاریابی کسب و کار خود استفاده کردند. افزون بر این، طبق این گزارش، تقریباً ۹ نفر از هر ۱۰ وبلاگ‌نویس (۸۷٪) از فیس‌بوک استفاده می‌کردند.

## زمینه‌های وبلاگ‌نویسی
در بلاگستان، چندین زیراجتماع توسعه یافته‌است. این اجتماعات تا حد زیادی براساس ژانر دسته‌بندی می‌شوند. وبلاگ‌ها بیشتر با یک ژانر یا موضوع ویژه، مانند سفر یا سیاست، شناسایی می‌شوند.
- وبلاگ‌های خبری
- وبلاگ‌های سیاسی
- وبلاگ‌های شایعه پراکنی
- وبلاگ‌های آشپزی
- وبلاگ‌های مد
- وبلاگ‌های سلامت
- وبلاگ‌های علمی
- وبلاگ‌های تبارشناسی
- وبلاگ‌های فلسفی